# Helene zu Hohenlohe-Langenburg

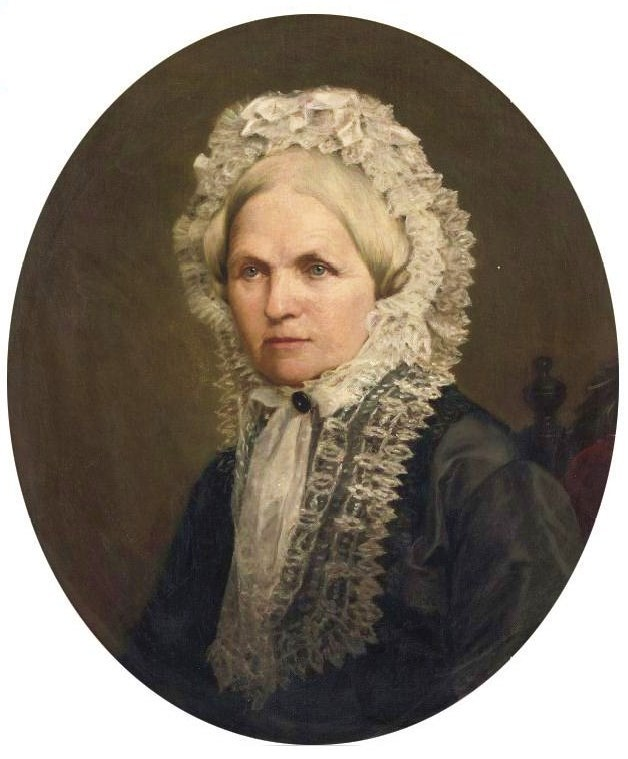
Helene zu Hohenlohe-Langenburg

Helene Prinzessin zu Hohenlohe-Langenburg (* 22. November 1807 in Langenburg; † 5. September 1880 in Schleiz) war ein Mitglied des Hauses Hohenlohe-Langenburg und von Geburt an Prinzessin von Hohenlohe-Langenburg sowie ein Mitglied des Hauses Württemberg und als zweite Ehefrau des Herzogs Eugen von Württemberg Herzogin von Württemberg.

## Familie
Helene war das zwölfte Kind und die neunte Tochter von Karl Ludwig III., Fürst von Hohenlohe-Langenburg und seiner Frau Gräfin Amalie Henriette von Solms-Baruth. Helene war eine jüngere Schwester von Ernst I., Fürst von Hohenlohe-Langenburg, des Schwagers der Königin Victoria des Vereinigten Königreichs.

## Ehe und Nachkommen

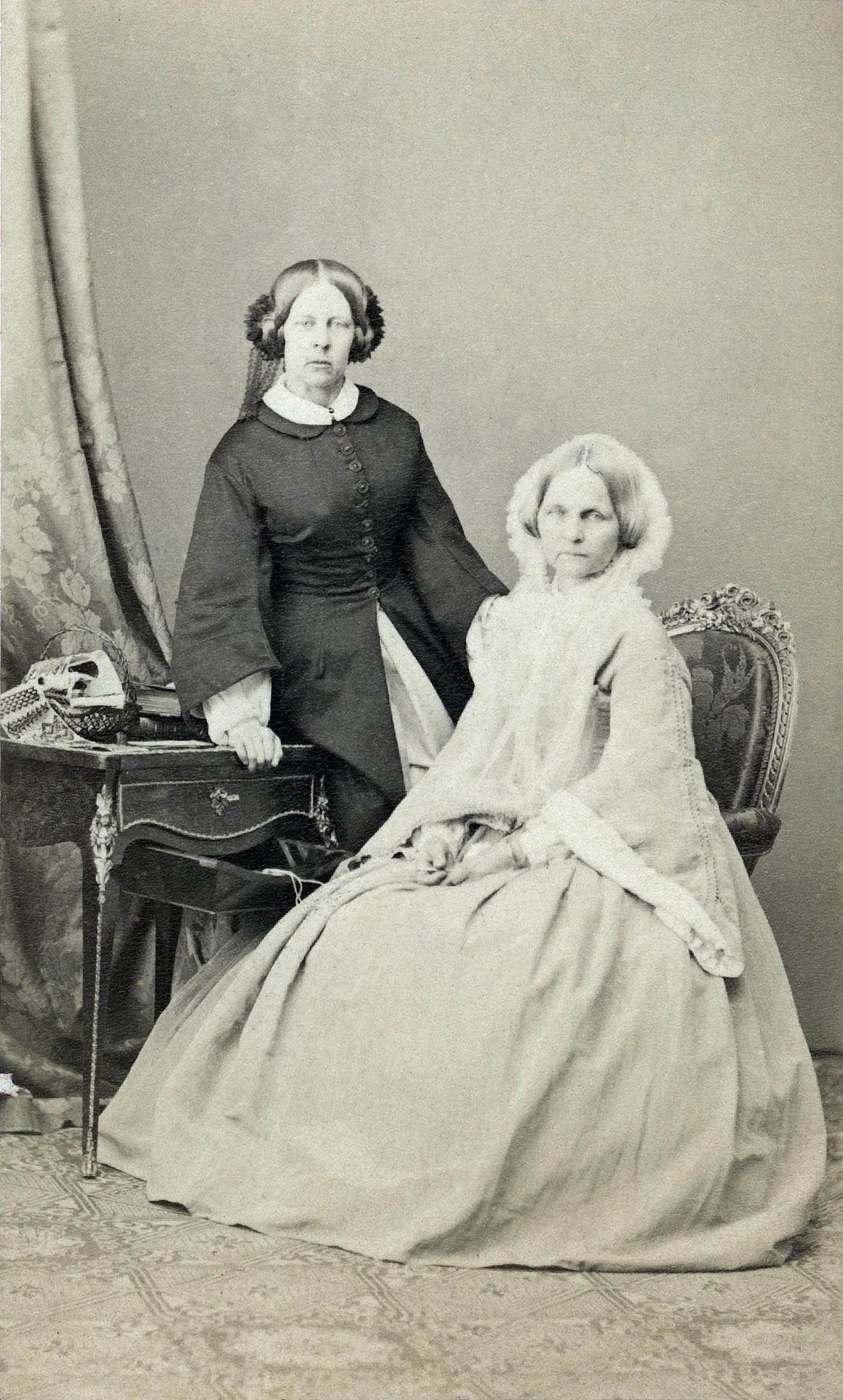
Prinzessin Helene von Hohenlohe-Langenburg mit ihrer Tochter

Am 11. September 1827 heiratete Prinzessin Helene Herzog Eugen von Württemberg (1788–1857), Sohn von Herzog Eugen von Württemberg (1758–1822) und Prinzessin Luise von Stolberg-Gedern (1764–1828), Cousine ersten Grades der bekannteren Gräfin von Albany. Herzog Eugen war Witwer von Prinzessin Mathilde zu Waldeck und Pyrmont (1801–1825), Tochter von Georg I., Fürst zu Waldeck und Pyrmont, mit der er drei Kinder hatte. Mit Helene hatte Herzog Eugen vier weitere Kinder:
- Herzog Wilhelm von Württemberg (1828–1896)
- Herzogin Alexandrine Mathilde von Württemberg (1829–1913)
- Herzog Nikolaus von Württemberg (1833–1903), heiratete 1868 seine Nichte Herzogin Wilhelmine von Württemberg, keine Nachkommen.
- Herzogin Agnes von Württemberg (1835–1886), verheiratet 1858 mit Heinrich XIV., Fürst Reuß Jüngere Linie, hatte Nachkommen.